# Ruta 8108 (Lima)
La ruta 8108 o "la C" es una ruta de transporte público de la ciudad de Lima, que conecta los distritos de Villa El Salvador y Puente Piedra. El trayecto de esta ruta tiene consta de 123 o 130 paradas dependiendo de la dirección y dura aproximadamente entre 4 y 5 horas.

## Características
Esta ruta de transporte público está administrada por la Empresa de Transportes Urbano Los Chinos S.A. (ETUCHISA), la cual gestiona también la ruta 1802, que transita por la urbe limeña.

### Autorización
La ruta 8108 se encuentra autorizada por la Municipalidad Metropolitana de Lima (MML) y la Autoridad de Transporte Urbano (ATU).

## Trayecto
Los autobuses de la ruta 8108 (aprox. 90) comienzan a operar a las 5:00 a.m. y terminan a las 10:00 p.m. por los distritos de Villa El Salvador, San Juan de Miraflores, Santiago de Surco, San Borja, Ate, Santa Anita, El Agustino, Rímac, San Martín de Porres, Los Olivos, Comas y Puente Piedra en la provincia de Lima; pasando por importantes lugares, tales como los parques zonales Huáscar y Huayna Cápac, Puente Alipio, Mall de Sur, Atocongo, la universidad Ricardo Palma, el hipódromo de Monterrico, la estación Evitamiento, Puente Nuevo, la plaza de Acho, los centros comerciales Plaza Norte y Megaplaza, Real Plaza Pro, Mercado Unicachi, Óvalo de Puente Piedra y Zapallal. 

### Terminales
Su terminal de ida se encuentra en el asentamiento humano Santa María, en Villa El Salvador y su terminal de vuelta se encuentra en la agrupación Valle Hermoso, en Puente Piedra. 

### Recorrido
| Dirección                      | Avenidas y calles |
| ------------------------------ | --- |
| Ida Hacia Puente Piedra        | Av. Lima - Av. María Reiche - Prol. Av. Mariano Pastor Sevilla - Av. Universitaria - Av. A - Av. 200 Millas - Av. María Moyano - Av. José Carlos Mariátegui - Av. Mariano Pastor Sevilla - Av. Mateo Pumacahua - Carretera Panamericana Sur - Vía de Evitamiento - Carretera Panamericana Norte - Jr. Galilea - Av. Ancón - C. Las Magnolias - Pje. 12 - C. Valle Hermoso.                 |
| Vuelta Hacia Villa El Salvador | C. Valle Hermoso - Pje. 12 - C. Las Magnolias - Av. Ancón - Calle S/N - Aux. Pna. Norte - Carretera Panamericana Norte - Vía de Evitamiento - Carretera Panamericana Sur - Av. Mateo Pumacahua - Av. Mariano Pastor Sevilla - Av. José Carlos Mariátegui - Av. María Moyano - Av. 200 Millas - Av. A - Av. Universitaria - Prol. Av. Mariano Pastor Sevilla - Av. María Reiche - Av. Lima. |

## Rutas relacionadas
1802 (Puente Piedra - Villa El Salvador), 1801 (Santa Rosa - Pachacámac), 1804 (Ancón - Pachacámac), 8107 (Villa El Salvador - Carabayllo), 8109 (Pachacámac - Ancón), 8110 (Lurín - Carabayllo), 8111 (Pachacámac - Ancón).